# Piotr Łukaszowy
Piotr Łukaszowy – burmistrz Poznania, polski kupiec i lichwiarz.
Był najdłużej sprawującym swój urząd burmistrzem poznańskim. Rządził łącznie przez czterdzieści lat (1448-1488, piętnaście kadencji). Ponadto osiemnaście razy był rajcą
i siedem razy ławnikiem. Był też kupcem, który handlował m.in. suknem i woskiem na poznańskich jarmarkach z kontrahentami z takich miast jak m.in. Radom, Wilno i Norymberga. Posiadał sukiennicę i spichlerz. Intensywnie parał się też lichwą. W 1469 nabył sołectwo wsi Winiary, skąd czerpał dodatkowe dochody. Za 104 grzywny kupił też od Jana Słupskiego sołectwo górczyńskie, które jednak wkrótce mu odsprzedał z powrotem.
Miał brata, Łukasza (wójta miejskiego).